# Вилчин
Вилчи́н (болг. Вълчин) — село в Бургаській області Болгарії. Входить до складу общини Сунгурларе.

## Населення
За даними перепису населення 2011 року у селі проживали 389 осіб.
Національний склад населення села:
| Національність   | Кількість осіб | Відсоток |
| ---------------- | -------------- | -------- |
| болгари          | 151            | 38,8%    |
| турки            | 121            | 31,1%    |
| цигани           | 117            | 30,1%    |
| інша             | 0              | 0%       |
| не визначились   | 0              | 0%       |
| Всього відповіли | 389            |          |

Розподіл населення за віком у 2011 році:
Динаміка населення: